# Joachim Held (Lautenist)
Joachim Held (* 1963 in Hamburg) ist ein deutscher Lautenist und Hochschullehrer.

## Leben und Wirken
Joachim Held studierte bei Eugen Dombois und Hopkinson Smith an der Schola Cantorum Basiliensis und erhielt 1988 sein Diplom für Alte Musik. Anschließend absolvierte er sein Studium an der Hochschule für Musik Karlsruhe bei Jürgen Hübscher mit der Künstlerischen Abschlussprüfung im Jahr 1990.
Es folgten internationale Auftritte als Solist, Kammermusiker und Continuospieler. Als Solist konzertierte er zum Beispiel beim Rheingau Musik Festival, der Bachwoche Ansbach, den Köthener Bachfesttagen, den Schwetzinger Festspielen, dem Schleswig-Holstein Musik Festival, den Händel-Festspielen Halle sowie den Händel-Festspielen Göttingen, den Musikfestspielen Potsdam Sanssouci, dem Bachfest Schaffhausen, den Concerti a San Maurizio in Mailand und den Gitarren Matineen Düsseldorf.
Als Continuospieler arbeitete er regelmäßig mit Orchestern wie den Berliner Philharmonikern und Dirigenten wie Nikolaus Harnoncourt und Claudio Abbado sowie bekannten Solisten, darunter zum Beispiel Cecilia Bartoli, zusammen. So wirkte er unter der musikalischen Leitung von Harnoncourt bei mehreren Produktionen der Salzburger Festspiele mit (L'incoronazione di Poppea und King Arthur).
Neben seiner Konzerttätigkeit war Held Lehrbeauftragter an der Hochschule für Musik Heidelberg-Mannheim (1990–1997) und am Hamburger Konservatorium (1997–2006). Er lehrt seit 2007 am Königlichen Konservatorium Den Haag und ist seit 2010 Professor für Historische Lauteninstrumente an der Hochschule für Künste Bremen. Außerdem unterrichtet er im Rahmen von Meisterkurse.

## Preise
- 1990: 2. Preis beim Wettbewerb des MA Festival Brügge (Festival van Vlaanderen)[1][2]
- 2006: Echo Klassik  in der Kategorie „Beste solistische Einspielung Musik des 17./18. Jahrhunderts“ für die CD Erfreuliche Lautenlust[1]

## Diskografie (Auswahl)
- Lautenmusik der italienischen Renaissance. Mit dem Ensemble Paladino (Christophorus; 1995)

- I grandi liutisti Milanesi del Cinquecento. (Symphonia; 1996)
- Nach willen dein: Deutsche Lautenmusik der Renaissance. (ORF; 2004)
- Lute Music of the Renaissance. The Schele Manuscript Hamburg, 1619. (Hänssler Classic; 2005)
- Deutsche Lautenmusik des Barock. (Hänssler Classic; 2006)
- Erfreuliche Lautenlust. Barocke Lautenmusik aus Habsburgischen Landen. (2005)
- Che Soavitá. Italian Lute Music of the Baroque. (Hänssler Classic; 2007)
- Deutsche Volkslieder. Das Lieben bringt gross’ Freud. Mit Bettina Pahn, Sopran (Hänssler Classic; 2007)
- Chi mi sente cantar. Das Lautenbuch der Elisabeth von Hessen. (Hr Music; 2007)
- Musique pour le Roi. Französische Lautenmusik des Barock. (Hänssler Classic; 2008)
- Merry Melancholy. Englische Lautenmusik des 16. Jahrhunderts. (Hänssler Classic; 2010)
- Johann Sebastian Bach: Die originalen Lautenwerke. (Hänssler Classic; 2013)
- Silvius Leopold Weiss: Early Works. (Hänssler Classic; 2017)
- Polish Lute Music of the Renaissance. (Hänssler Classic; 2019)
- Telemann Cantatas and Fantasias. Mit Bettina Pahn, Joachim Held, Juliane Laake, Carsten Lohff (Hänssler Classic; 2022)

## Publikationen
- Und plötzlich war ich adelig. Meine neue Familie heißt von Anhalt. Autobiografie. Ehrenwirth, Bergisch Gladbach 2009, ISBN 978-3-431-03803-3.